# アンジェ・ポステコグルー
アンジェロス・ポステコグルー（Angelos Postecoglou、1965年8月27日 - ）は、ギリシャ・アテネ出身の元プロサッカー選手、サッカー指導者。現役時代のポジションはディフェンダー。元オーストラリア代表。
Jリーグでの登録名はアンジェ・ポステコグルー。

## 経歴
ギリシャのアテネで生まれ、5歳の時にオーストラリアのビクトリア州メルボルンに移住した。

### クラブ経歴
1984年から1993年にかけて、オーストラリアン・ナショナルサッカーリーグ(NSL)のサウス・メルボルンFCで193試合に出場し、その間に1984年、1990-91年のタイトルを獲得している。また、コーチ業に就くまでに主将としてチームを牽引した。

### 代表経歴
1986年から1988年にかけてはユース代表を中心として国際試合で活躍した。また、1985年にはユースレベルではオーストラリアを代表する選手となっていた。

### 指導者経歴

#### サウス・メルボルン
ポステコグルーは1996年から2000年までサウス・メルボルンFCを指揮した。チームは1997-1998シーズン、1998-1999シーズンと連覇を飾り、1999年のOFCチャンピオンズリーグに優勝し、2000年のFIFAクラブワールドカップにも参戦した。1999-2000のNSLシーズンが終わると、サウス・メルボルンの監督の座を辞し、オーストラリアユース代表監督になった。彼はサウス・メルボルンでただひとりの4回のタイトルホルダー(選手として2回、監督として2回)である。

#### ヤングサッカールーズ
国内での監督業の成功に続いて、ポステコグルーは2000年のオリンピックに向けてのユース年代(ヤングサッカールーズ)の強化にあたった。彼の在職期間中、彼は選手の力量を測り、育成していった。TV番組「ワールドショー」ではスタジオ解説者のクレイグ・フォスターとオンエア場で熱く議論した。彼は2007年に、同年のFIFA U-20ワールドカップの出場権を取り逃し、監督の座を降りた。ユースの監督を降りたあとは、サッカー解説者とビクトリア州サッカー連盟のエリートコンサルタントをしていた。

#### パナハイキ
2008年3月、彼は母国ギリシャ3部リーグのクラブ、パナハイキ1891の監督を引き受けた。その後、同年12月に監督を辞任している。

#### ブリスベン・ロアー
2009年10月16日、ポステコグルーは前任者のフランク・ファリーナの跡を継ぐ、新しいブリスベン・ロアーFCの監督としてサインした。彼はまず、チーム再建のために、リアム・レディ、クレイグ・ムーア、チャーリー・ミラー、トミー・オアー、マイケル・ズロらをレギュラーから外し、オランダのFCユトレヒトからアダム・サロタを獲得し、ストライカーのセルジオ・ファン・ダイクをアデレード・ユナイテッドFCに売却した。引き継いでから、シーズン後に彼が出した答えは、勝利とエンターテインメントのフットボールとして批評された。ロアーのボール支配率の高さは、バルセロナに例えて、「ロアセロナ」という名を得た。
第13節でのアデレード戦で4-0という結果を残すと、メディアはAリーグ史上最高のゲームだったと高く賞賛した。ポステコグルーはロアーを2010-2011シーズンのリーグ戦とカップ戦を制し、グランドファイナル(優勝決定プレーオフ)でも、ラング・パークに集った52,168人の観衆の前で、ペナルティキック戦(PK戦)での決着ではあったものの4-2でセントラルコースト・マリナーズFCを下した。このシーズンのロアーはたった1試合しか負けることはなく、36試合負けなしで、以前からのオーストラリア記録を打ち破った。2011年3月18日、2013-2014シーズンまでの2年間の契約延長をした。
2011-2012シーズンにロアーがAリーグ史上初のグランドファイナル連覇を果たし、ポステコグルーは4つのタイトルを獲得した、オーストラリア国内で最も成功した監督となった。
2012年4月24日、ポステコグルーはロアーの監督を辞任すると発表した。2年半の在職中、Aリーグの優勝争いを演じることができた上、AFCチャンピオンズリーグ予選にも連続して出場することができた。

#### メルボルン・ビクトリー
2012年4月26日、Aリーグのメルボルン・ビクトリーFCと3年契約で監督の契約をした。ポステコグルーはチームの再建をするにあたって、マシュー・ケンプ、グラント・ブレイブナー、ロドリゴ・バルガス、トム・ポンデリャク、カルロス・エルナンデス、ハリー・キューウェル、ジーン・カルロス・ソロルサノ など主力クラスの放出を行い、ギルヘルム・フリンカー、アダマ・トラオレ、マルコス・フロレス、マーク・ミリガンなどを、かき集めた。
ポステコグルーの最初のビクトリーでの試合は、第1節でダービーマッチであるメルボルン・ハートと対峙して、1-2で敗れた。初勝利は第4節の2-1でのアデレード・ユナイテッドFC戦まで待たねばならなかった。翌年、ビクトリーは、ドックランズ・スタジアムで初のグランドファイナル予備戦に挑み、2-1でパース・グローリーFCに勝利した。続くセントラルコースト・マリナーズFCには1-0で敗れた。

#### オーストラリア代表
ポステコグルーは、2013年10月23日に、前任のドイツ人監督、ホルガー・オジェックのブラジル、フランス戦での連戦の0-6での、惨敗の責任を取らされる形で解任された後を受けて、5年契約でオーストラリア代表監督を引き受けた。彼には代表チームの世代交代が課せられ、2006年ワールドカップ出場の黄金世代に頼りすぎて以来、成績も停滞していた。彼の最初の試合はホームでのコスタリカ戦で、ティム・ケーヒルのゴールで1-0で勝利した。
2014年のワールドカップでは、オーストラリアは前回ワールドカップ王者のスペイン、準優勝のオランダと、チリと同じグループBに入った。初戦は冴えないスタートとなり、ティム・ケーヒルの1得点にとどまり、南米のチリに1-3で敗戦した。2戦目のオランダ戦は善戦はしたものの2-3で敗れ、スペインと共に早くもグループリーグ敗退が決定した。最終戦の前回優勝のスペインとの試合は、0-3で敗れはしたが、この難しいグループでの試合の中で新しい世代の選手の芽が出始めていた。
ワールドカップは低調な結果に終わったが、引き続き、ポステコグルーは代表監督として指揮にあたった。2015年の自国開催となったアジアカップでは、グループリーグでクウェートに4-1と快勝、オマーンに1-0と競り勝ったが、韓国には0-1で敗れた。2位でグループリーグを突破したオーストラリアは、トーナメントで中国に2-0、準決勝でUAEに2-0と勝ち抜き、決勝で再び韓国と対戦、延長戦の末、2-1で勝利し、初めてのアジアカップを手にした。
2018年のワールドカップに向けて、大陸間プレーオフを勝ち抜いた。しかし、その2週間後の11月22日に、ポステコグルーは代表監督を辞任した。

#### 横浜F・マリノス
2017年12月19日に、2018年シーズンより横浜F・マリノスの監督に就任することが公式サイトから発表された。
2018年シーズンは、J1リーグでは12勝5分17敗となり、16位でJ1参入プレーオフに出場したジュビロ磐田とは同じ勝ち点であったが得失点差で12位となりJ1に残留。それまで守備のチームと言われたマリノスに、ハイライン、ハイプレスによる超攻撃的サッカーを持ち込んだものの、過密日程や守備の主軸であった中澤佑二の負傷離脱、戦術と選手層のギャップが不振の要因であった。しかし、シーズン後半は夏に補強したチアゴ・マルチンスを中心に守備が安定し、また、仲川輝人らのブレイクにより基礎を築くことはできた。天皇杯は4回戦で敗退。ルヴァンカップでは準優勝となった。
2019年シーズンは、エジガル・ジュニオ、マルコス・ジュニオール、三好康児らを獲得、昨シーズン途中に加入した畠中槙之輔のブレイクによって序盤から好調を維持。畠中は活躍が評価され、J1での出場が8試合であったにもかかわらず日本代表に初招集された。夏にエースとなっていたエジガル・ジュニオを怪我で失うものの、緊急補強で加入したエリキやマテウスらの途中加入選手を活用し、リーグ戦では22勝4分8敗、シーズン後半の11戦を10勝1分けという破竹の勢いでクラブを15年ぶりのJ1リーグ優勝に導いた。同年のJリーグアウォーズにおいてJ1優勝監督賞を受賞した。
2021年6月、スコットランドのセルティックFCより監督就任のオファーを受け、横浜FMの監督を退任。

#### セルティック
2021年6月10日、セルティックFCの監督に就任。オーストラリア人として初めてヨーロッパのメジャークラブを指揮する監督となった。
2021年12月19日、セルティックはハムデン・パークで行われたスコティッシュリーグカップ決勝でハイバーニアンFCを2対1で破り優勝。スコットランドで初タイトルを獲得。
2022年2月2日、ライバルのレンジャーズFCに3対0で勝利してこのシーズン初のスコティッシュ・プレミアシップ首位に立つ。その後も首位を維持し、5月11日のダンディー・ユナイテッドFC戦で1-1引き分けとなり、残り1試合でリーグ優勝が決定。ヨーロッパでリーグタイトルを獲得した最初のオーストラリア人監督となった。
このシーズン、2021年10月と2022年1月から4月にかけてリーグの月間最優秀監督に5回選ばれ、PFAスコットランド年間最優秀監督とSFWA年間最優秀監督を受賞した。
2022-23シーズン、セルティックは7月31日にセルティック・パークで行われたアバディーンFC戦で2-0の勝利で開幕を迎えた。2年目のシーズンもセルティックは好調を維持して2シーズン連続でリーグ優勝を果たした 。2023年2月26日、リーグカップ決勝でライバルのレンジャーズを2対1で破り、2年連続の優勝を果たした。また、2シーズン連続でPFAスコットランド年間最優秀監督とSFWA年間最優秀監督を受賞した。
在籍した2年間では、古橋亨梧、前田大然、岩田智輝や旗手怜央、井手口陽介らJリーグから6人の日本人選手を獲得した。

#### トッテナム・ホットスパー
2023年6月6日、2023-24シーズンよりトッテナム・ホットスパーFCの監督に4年契約で就任することが公式サイトから発表された。
就任1年目の2023-24シーズンは、攻撃的かつ斬新な戦術で勝ち星を重ね、開幕11試合負け無しを記録した。しかし、第11節のチェルシーFC戦で怪我人2人とレッドカード2枚を出し敗戦すると、その後は戦術が対策されたことや怪我人の増加が影響し、低空飛行が続いた。最終的にはUEFAヨーロッパリーグ圏内のプレミアリーグ5位とまずまずの成績を残した。
就任2年目の2024-25シーズンは、上位でのフィニッシュが期待され、9月から10月にかけて公式戦5連勝を記録する。その一方、第4節のアーセナルFC戦での敗北や、試合前まで勝ち星が無かったクリスタル・パレスFCとイプスウィッチ・タウンFCに第9・11節で負けるなど、不安定な部分もあった。その後は、過密日程や運動量の多い戦術、ターンオーバーの少なさもあり怪我人が続出。常に怪我人が10人程の状態が続いた。この影響もあり、2024年11月8日のガラタサライSK戦から2025年1月19日のエヴァートンFC戦までは公式戦18試合で5勝4分け9敗。EFLカップでは準決勝に進出するもプレミアリーグでは15位と、クラブ史上最低クラスの成績となっている。2025年5月22日、UEFAヨーロッパリーグ 2024-25 決勝でマンチェスター・ユナイテッドFCを1対0で破り、41年ぶり通算3度目のUEL優勝を果たした。
2025年6月6日、トッテナムの監督を退任することが公式サイトから発表された。

## 代表歴

### 試合数
- 国際Aマッチ 4試合（1986年-1988年）[62]

| オーストラリア代表 | 国際Aマッチ | 国際Aマッチ |
| 年                 | 出場        | 得点        |
| ------------------ | ----------- | ----------- |
| 1986               | 2           | 0           |
| 1987               | 0           | 0           |
| 1988               | 2           | 0           |
| 通算               | 4           | 0           |

## 監督成績
2025年6月6日現在
| チーム                   | 国                 | 就任           | 退任           | 記録 | 記録 | 記録 | 記録 | 記録   |
| チーム                   | 国                 | 就任           | 退任           | 試   | 勝   | 分   | 敗   | 勝率   |
| ------------------------ | ------------------ | -------------- | -------------- | ---- | ---- | ---- | ---- | ------ |
| サウス・メルボルン       | オーストラリアの旗 | 1996年4月14日  | 2000年5月7日   | 160  | 85   | 33   | 42   | 053.13 |
| オーストラリア U-20      | オーストラリアの旗 | 2001年1月1日   | 2007年2月20日  | 34   | 23   | 4    | 7    | 067.65 |
| パナハイキ               | ギリシャの旗       | 2008年3月12日  | 2008年12月22日 | 33   | 16   | 9    | 8    | 048.48 |
| ウィットルシー・ゼブラズ | オーストラリアの旗 | 2009年4月18日  | 2009年8月15日  | 16   | 2    | 4    | 10   | 012.50 |
| ブリスベン・ロアー       | オーストラリアの旗 | 2009年10月16日 | 2012年4月24日  | 84   | 42   | 24   | 18   | 050.00 |
| メルボルン・ビクトリー   | オーストラリアの旗 | 2012年4月26日  | 2013年10月25日 | 32   | 15   | 7    | 10   | 046.88 |
| オーストラリア           | オーストラリアの旗 | 2013年10月23日 | 2017年11月22日 | 49   | 22   | 12   | 15   | 044.90 |
| 横浜F・マリノス          | 日本の旗           | 2018年1月1日   | 2021年6月10日  | 161  | 79   | 31   | 51   | 049.07 |
| セルティック             | スコットランドの旗 | 2021年6月10日  | 2023年6月6日   | 113  | 83   | 12   | 18   | 073.45 |
| トッテナム・ホットスパー | イングランドの旗   | 2023年7月1日   | 2025年6月6日   | 101  | 47   | 15   | 39   | 046.53 |
| Total                    | Total              | Total          | Total          | 783  | 414  | 151  | 218  | 052.87 |

## タイトル

### 選手
サウス・メルボルン
- NSLプレミアシップ : 3回 (1984, 1985, 1992-93)
- NSLチャンピオンシップ : 2回 (1984, 1990-91)

### 指導者
サウス・メルボルン
- NSLプレミアシップ : 1回 (1997-98)
- NSLチャンピオンシップ : 2回 (1997-98、1998-99)
- OFCチャンピオンズリーグ : 1回 (1999)

ブリスベン・ロアー
- Aリーグプレミアシップ : 1回 (2010-2011)
- Aリーグチャンピオンシップ : 2回 (2010-2011、2011-2012)

U-17オーストラリア代表
- OFC U-17選手権:3回（2001、2003、2005）

U-20オーストラリア代表
- OFC U-20選手権:3回（2001、2002、2005）
- AFF U-19ユース選手権:1回（2006）

オーストラリア代表
- AFCアジアカップ : 1回 (2015)

横浜F・マリノス
- J1リーグ：1回（2019）

セルティック
- スコティッシュ・プレミアシップ：2回（2021-22、2022-23）
- スコティッシュカップ：1回 (2022-23)
- スコティッシュリーグカップ：2回 (2021-22、2022-23)

トッテナム・ホットスパー
- UEFAヨーロッパリーグ：1回（2024-25）

#### 個人
- アジア年間最優秀監督賞：1回（2015）
- J1リーグ優勝監督賞：1回（2019）
- J1リーグ月間優秀監督賞：3回（2019.5、2019.10、2019.11/12)
- スコティッシュ・プレミアシップ月間最優秀監督: (2021年10月、2022.1、2022.2、2022.3、2022.4、2022.8、2022.9/10)
- PFAスコットランド年間最優秀監督賞: 2021–22、 2022–23
- SFWA年間最優秀監督: 2021–22、 2022–23